# Tour Down Under 2017
El Tour Down Under 2017 fou la dinovena edició del Tour Down Under. La cursa es disputà entre el 17 i el 22 de gener de 2017, amb un recorregut de 828,5 km dividits en sis etapes. Aquesta fou la prova inaugural de l'UCI World Tour 2017.<
El vencedor final va ser l'australià Richie Porte (BMC Racing Team), que es va fer amb el liderat a la fi de la segona etapa i va dominar la cursa amb, i ja no el va deixar fins a la fi de la cursa. Esteban Chaves (Orica-Scott) acabà finalment en segona posició, a quaranta-vuit segons de Porte. Jay McCarthy (Bora-Hansgrohe) completà el podi, tres segons rere Chaves.
Caleb Ewan, vencedor de 4 etapes, guanyà la classificació per punts, mentre Thomas de Gendt (Lotto Soudal) guanyà la classificació de la muntanya i Jhonatan Restrepo (Katusha Alpecin) la dels joves. La classificació per equips fou per l'UniSA-Australia.

## Equips participants
| WorldTeams (18)- AG2R La Mondiale - Astana - Bahrain-Merida - BMC Racing Team - Bora-Hansgrohe - Cannondale-Drapac - Dimension Data - FDJ - Katusha-Alpecin - Lotto NL-Jumbo - Lotto-Soudal - Movistar Team - Orica-Scott - Quick-Step Floors - Sky - Team Sunweb - Trek-Segafredo - UAE Abu Dhabi Equip nacional amb nom de patrocionador- UniSA-Australia |
| |

## Etapes
| Etapa    | Data      | Ciutats d'etapa                             | type              | Distància (km) | Vencedor de l'etapa | Líder de la general |
| -------- | --------- | ------------------------------------------- | ----------------- | -------------- | ------------------- | ------------------- |
| 1a etapa | 17 de gen | Unley – Lyndoch                             | etapa plana       | 118,5          | Caleb Ewan          | Caleb Ewan          |
| 2a etapa | 18 de gen | Stirling (Austràlia Meridional) – Paracombe | etapa accidentada | 148,5          | Richie Porte        | Richie Porte        |
| 3a etapa | 19 de gen | Glenelg – Victor Harbor                     | etapa plana       | 144            | Caleb Ewan          | Richie Porte        |
| 4a etapa | 20 de gen | Norwood – Campbelltown                      | etapa plana       | 149,5          | Caleb Ewan          | Richie Porte        |
| 5a etapa | 21 de gen | McLaren Vale – Willunga Hill                | etapa accidentada | 151,5          | Richie Porte        | Richie Porte        |
| 6a etapa | 22 de gen | Adelaida – Adelaida                         | etapa plana       | 90             | Caleb Ewan          | Richie Porte        |

### 1a etapa
17 de gener. Unley - Lyndoch, 118,5 km
Etapa plana, amb un sol pas puntuable de muntanya, al km 36,6 i un circuit final al qual s'havien de fer inicialment tres voltes, però que la forta calor obligà a reduir. En l'esprint final Caleb Ewan (Orica-Scott) s'imposa a la resta de rivals i aconsegueix el liderat.
| \| Classificació de l'etapa \| Classificació de l'etapa \| Classificació de l'etapa \| Classificació de l'etapa \| Classificació de l'etapa \| \| Corredor \| Corredor \| Equip \| Temps \| \| \| ------------------------ \| ------------------------ \| ------------------------ \| ------------------------ \| ------------------------ \| \| 1r \| Caleb Ewan \| Orica-Scott \| 3h 24' 18" \| \| \| 2n \| Danny van Poppel \| Team Sky \| + 0" \| \| \| 3r \| Sam Bennett \| Bora-Hansgrohe \| + 0" \| \| \| 4t \| Marko Kump \| UAE Abu Dhabi \| + 0" \| \| \| 5è \| Niccolò Bonifazio \| Bahrain-Merida \| + 0" \| \| \| 6è \| Nikias Arndt \| Team Sunweb \| + 0" \| \| \| 7è \| Baptiste Planckaert \| Katusha-Alpecin \| + 0" \| \| \| 8è \| Edward Theuns \| Trek-Segafredo \| + 0" \| \| \| 9è \| Miles Scotson \| BMC Racing Team \| + 0" \| \| \| 10è \| Sean De Bie \| Lotto-Soudal \| + 0" \| \| |                     |                 |            |
| |                     |                 |            |
| Fonts: ProCyclingStats Cycling Quotient Cycling Archives |                     |                 |            |
| Classificació de l'etapa |                     |                 |            |
| Corredor | Corredor            | Equip           | Temps      |
| 1r | Caleb Ewan          | Orica-Scott     | 3h 24' 18" |
| 2n | Danny van Poppel    | Team Sky        | + 0"       |
| 3r | Sam Bennett         | Bora-Hansgrohe  | + 0"       |
| 4t | Marko Kump          | UAE Abu Dhabi   | + 0"       |
| 5è | Niccolò Bonifazio   | Bahrain-Merida  | + 0"       |
| 6è | Nikias Arndt        | Team Sunweb     | + 0"       |
| 7è | Baptiste Planckaert | Katusha-Alpecin | + 0"       |
| 8è | Edward Theuns       | Trek-Segafredo  | + 0"       |
| 9è | Miles Scotson       | BMC Racing Team | + 0"       |
| 10è | Sean De Bie         | Lotto-Soudal    | + 0"       |

| \| Classificació general \| Classificació general \| Classificació general \| Classificació general \| Classificació general \| \| Corredor \| Corredor \| Equip \| Temps \| \| \| --------------------- \| --------------------- \| --------------------- \| --------------------- \| --------------------- \| \| 1r \| Caleb Ewan \| Orica-Scott \| 3h 24' 08" \| \| \| 2n \| Danny van Poppel \| Team Sky \| + 4" \| \| \| 3r \| Sam Bennett \| Bora-Hansgrohe \| + 6" \| \| \| 4t \| Jay McCarthy \| Bora-Hansgrohe \| + 7" \| \| \| 5è \| Nathan Haas \| Dimension Data \| + 8" \| \| \| 6è \| Simon Gerrans \| Orica-Scott \| + 8" \| \| \| 7è \| José Gonçalves Maciel \| Katusha-Alpecin \| + 8" \| \| \| 8è \| Marko Kump \| UAE Abu Dhabi \| + 10" \| \| \| 9è \| Niccolò Bonifazio \| Bahrain-Merida \| + 10" \| \| \| 10è \| Nikias Arndt \| Team Sunweb \| + 10" \| \| |                       |                 |            |
| |                       |                 |            |
| Fonts: ProCyclingStats Cycling Quotient Cycling Archives |                       |                 |            |
| Classificació general |                       |                 |            |
| Corredor | Corredor              | Equip           | Temps      |
| 1r | Caleb Ewan            | Orica-Scott     | 3h 24' 08" |
| 2n | Danny van Poppel      | Team Sky        | + 4"       |
| 3r | Sam Bennett           | Bora-Hansgrohe  | + 6"       |
| 4t | Jay McCarthy          | Bora-Hansgrohe  | + 7"       |
| 5è | Nathan Haas           | Dimension Data  | + 8"       |
| 6è | Simon Gerrans         | Orica-Scott     | + 8"       |
| 7è | José Gonçalves Maciel | Katusha-Alpecin | + 8"       |
| 8è | Marko Kump            | UAE Abu Dhabi   | + 10"      |
| 9è | Niccolò Bonifazio     | Bahrain-Merida  | + 10"      |
| 10è | Nikias Arndt          | Team Sunweb     | + 10"      |

### 2a etapa
18 de gener. Stirling – Paracombe, 148,5 km
Etapa trencacames, amb un circuit inicial al qual cal donar 5 voltes i posteriorment anar a trobar l'arribada final, situada en una petita cota de quilòmetre i mig. Richie Porte (BMC Racing Team) s'imposà en solitari després d'atacar en l'ascensió final, aconseguint el liderat amb 16" sobre Gorka Izagirre (Movistar Team).
| \| Classificació de l'etapa \| Classificació de l'etapa \| Classificació de l'etapa \| Classificació de l'etapa \| Classificació de l'etapa \| \| Corredor \| Corredor \| Equip \| Temps \| \| \| ------------------------ \| ------------------------ \| ------------------------ \| ------------------------ \| ------------------------ \| \| 1r \| Richie Porte \| BMC Racing Team \| 3h 46' 06" \| \| \| 2n \| Gorka Izagirre Insausti \| Movistar Team \| + 16" \| \| \| 3r \| Esteban Chaves Rubio \| Orica-Scott \| + 16" \| \| \| 4t \| Rohan Dennis \| BMC Racing Team \| + 19" \| \| \| 5è \| Nathan Haas \| Dimension Data \| + 19" \| \| \| 6è \| Diego Ulissi \| UAE Abu Dhabi \| + 19" \| \| \| 7è \| Ruben Guerreiro \| Trek-Segafredo \| + 19" \| \| \| 8è \| Michael Storer \| UniSA-Australia \| + 19" \| \| \| 9è \| Michael Woods \| Cannondale-Drapac \| + 19" \| \| \| 10è \| Luis León Sánchez Gil \| Astana \| + 19" \| \| |                         |                   |            |
| |                         |                   |            |
| Fonts: ProCyclingStats Cycling Quotient Cycling Archives |                         |                   |            |
| Classificació de l'etapa |                         |                   |            |
| Corredor | Corredor                | Equip             | Temps      |
| 1r | Richie Porte            | BMC Racing Team   | 3h 46' 06" |
| 2n | Gorka Izagirre Insausti | Movistar Team     | + 16"      |
| 3r | Esteban Chaves Rubio    | Orica-Scott       | + 16"      |
| 4t | Rohan Dennis            | BMC Racing Team   | + 19"      |
| 5è | Nathan Haas             | Dimension Data    | + 19"      |
| 6è | Diego Ulissi            | UAE Abu Dhabi     | + 19"      |
| 7è | Ruben Guerreiro         | Trek-Segafredo    | + 19"      |
| 8è | Michael Storer          | UniSA-Australia   | + 19"      |
| 9è | Michael Woods           | Cannondale-Drapac | + 19"      |
| 10è | Luis León Sánchez Gil   | Astana            | + 19"      |

| \| Classificació general \| Classificació general \| Classificació general \| Classificació general \| Classificació general \| \| Corredor \| Corredor \| Equip \| Temps \| \| \| --------------------- \| ----------------------- \| --------------------- \| --------------------- \| --------------------- \| \| 1r \| Richie Porte \| BMC Racing Team \| 7h 10' 14" \| \| \| 2n \| Gorka Izagirre Insausti \| Movistar Team \| + 20" \| \| \| 3r \| Esteban Chaves Rubio \| Orica-Scott \| + 22" \| \| \| 4t \| Jay McCarthy \| Bora-Hansgrohe \| + 24" \| \| \| 5è \| Nathan Haas \| Dimension Data \| + 27" \| \| \| 6è \| Diego Ulissi \| UAE Abu Dhabi \| + 29" \| \| \| 7è \| Nathan Earle \| UniSA-Australia \| + 29" \| \| \| 8è \| Rohan Dennis \| BMC Racing Team \| + 29" \| \| \| 9è \| Luis León Sánchez Gil \| Astana \| + 29" \| \| \| 10è \| Rafael Valls Ferri \| Lotto-Soudal \| + 29" \| \| |                         |                 |            |
| |                         |                 |            |
| Fonts: ProCyclingStats Cycling Quotient Cycling Archives |                         |                 |            |
| Classificació general |                         |                 |            |
| Corredor | Corredor                | Equip           | Temps      |
| 1r | Richie Porte            | BMC Racing Team | 7h 10' 14" |
| 2n | Gorka Izagirre Insausti | Movistar Team   | + 20"      |
| 3r | Esteban Chaves Rubio    | Orica-Scott     | + 22"      |
| 4t | Jay McCarthy            | Bora-Hansgrohe  | + 24"      |
| 5è | Nathan Haas             | Dimension Data  | + 27"      |
| 6è | Diego Ulissi            | UAE Abu Dhabi   | + 29"      |
| 7è | Nathan Earle            | UniSA-Australia | + 29"      |
| 8è | Rohan Dennis            | BMC Racing Team | + 29"      |
| 9è | Luis León Sánchez Gil   | Astana          | + 29"      |
| 10è | Rafael Valls Ferri      | Lotto-Soudal    | + 29"      |

### 3a etapa
19 de gener. Glenelg – Victor Harbor, 144 km
Etapa bàsicament plana, amb un circuit final al qual cal donar 4 voltes. Caleb Ewan (Orica-Scott) s'imposà a l'esprint a Peter Sagan (Bora-Hansgrohe), demostrant el seu bon moment de forma. Destaca la caiguda patida per Gorka Izagirre (Movistar Team) en els darrers quilòmetres, que l'obligà a passar per l'hospital.
| \| Classificació de l'etapa \| Classificació de l'etapa \| Classificació de l'etapa \| Classificació de l'etapa \| Classificació de l'etapa \| \| Corredor \| Corredor \| Equip \| Temps \| \| \| ------------------------ \| ------------------------ \| ------------------------ \| ------------------------ \| ------------------------ \| \| 1r \| Caleb Ewan \| Orica-Scott \| 3h 24' 45" \| \| \| 2n \| Peter Sagan \| Bora-Hansgrohe \| + 0" \| \| \| 3r \| Niccolò Bonifazio \| Bahrain-Merida \| + 0" \| \| \| 4t \| Danny van Poppel \| Team Sky \| + 0" \| \| \| 5è \| Edward Theuns \| Trek-Segafredo \| + 0" \| \| \| 6è \| Nikias Arndt \| Team Sunweb \| + 0" \| \| \| 7è \| Sean De Bie \| Lotto-Soudal \| + 0" \| \| \| 8è \| Lorrenzo Manzin \| FDJ \| + 0" \| \| \| 9è \| Ruben Guerreiro \| Trek-Segafredo \| + 0" \| \| \| 10è \| Baptiste Planckaert \| Katusha-Alpecin \| + 0" \| \| |                     |                 |            |
| |                     |                 |            |
| Fonts: ProCyclingStats Cycling Quotient Cycling Archives |                     |                 |            |
| Classificació de l'etapa |                     |                 |            |
| Corredor | Corredor            | Equip           | Temps      |
| 1r | Caleb Ewan          | Orica-Scott     | 3h 24' 45" |
| 2n | Peter Sagan         | Bora-Hansgrohe  | + 0"       |
| 3r | Niccolò Bonifazio   | Bahrain-Merida  | + 0"       |
| 4t | Danny van Poppel    | Team Sky        | + 0"       |
| 5è | Edward Theuns       | Trek-Segafredo  | + 0"       |
| 6è | Nikias Arndt        | Team Sunweb     | + 0"       |
| 7è | Sean De Bie         | Lotto-Soudal    | + 0"       |
| 8è | Lorrenzo Manzin     | FDJ             | + 0"       |
| 9è | Ruben Guerreiro     | Trek-Segafredo  | + 0"       |
| 10è | Baptiste Planckaert | Katusha-Alpecin | + 0"       |

| \| Classificació general \| Classificació general \| Classificació general \| Classificació general \| Classificació general \| \| Corredor \| Corredor \| Equip \| Temps \| \| \| --------------------- \| ----------------------- \| --------------------- \| --------------------- \| --------------------- \| \| 1r \| Richie Porte \| BMC Racing Team \| 10h 34' 59" \| \| \| 2n \| Gorka Izagirre Insausti \| Movistar Team \| + 20" \| \| \| 3r \| Esteban Chaves Rubio \| Orica-Scott \| + 22" \| \| \| 4t \| Jay McCarthy \| Bora-Hansgrohe \| + 24" \| \| \| 5è \| Nathan Haas \| Dimension Data \| + 27" \| \| \| 6è \| Rohan Dennis \| BMC Racing Team \| + 29" \| \| \| 7è \| Luis León Sánchez Gil \| Astana \| + 29" \| \| \| 8è \| Diego Ulissi \| UAE Abu Dhabi \| + 29" \| \| \| 9è \| Rafael Valls Ferri \| Lotto-Soudal \| + 29" \| \| \| 10è \| Robert Gesink \| LottoNL-Jumbo \| + 29" \| \| |                         |                 |             |
| |                         |                 |             |
| Fonts: ProCyclingStats Cycling Quotient Cycling Archives |                         |                 |             |
| Classificació general |                         |                 |             |
| Corredor | Corredor                | Equip           | Temps       |
| 1r | Richie Porte            | BMC Racing Team | 10h 34' 59" |
| 2n | Gorka Izagirre Insausti | Movistar Team   | + 20"       |
| 3r | Esteban Chaves Rubio    | Orica-Scott     | + 22"       |
| 4t | Jay McCarthy            | Bora-Hansgrohe  | + 24"       |
| 5è | Nathan Haas             | Dimension Data  | + 27"       |
| 6è | Rohan Dennis            | BMC Racing Team | + 29"       |
| 7è | Luis León Sánchez Gil   | Astana          | + 29"       |
| 8è | Diego Ulissi            | UAE Abu Dhabi   | + 29"       |
| 9è | Rafael Valls Ferri      | Lotto-Soudal    | + 29"       |
| 10è | Robert Gesink           | LottoNL-Jumbo   | + 29"       |

### 4a etapa
20 de gener. Norwood – Campbelltown, 149,5 km
Nova etapa sense cap dificultat muntanyosa, però amb un final en lleugera pujada. El vencedor, per tercera vegada en aquesta edició, fou Caleb Ewan (Orica-Scott), que tornà a imposar-se a Peter Sagan (Bora-Hansgrohe).
| \| Classificació de l'etapa \| Classificació de l'etapa \| Classificació de l'etapa \| Classificació de l'etapa \| Classificació de l'etapa \| \| Corredor \| Corredor \| Equip \| Temps \| \| \| ------------------------ \| ------------------------ \| ------------------------ \| ------------------------ \| ------------------------ \| \| 1r \| Caleb Ewan \| Orica-Scott \| 3h 45' 19" \| \| \| 2n \| Peter Sagan \| Bora-Hansgrohe \| + 0" \| \| \| 3r \| Danny van Poppel \| Team Sky \| + 0" \| \| \| 4t \| Ben Swift \| UAE Abu Dhabi \| + 0" \| \| \| 5è \| Nathan Haas \| Dimension Data \| + 0" \| \| \| 6è \| Baptiste Planckaert \| Katusha-Alpecin \| + 0" \| \| \| 7è \| Jay McCarthy \| Bora-Hansgrohe \| + 0" \| \| \| 8è \| Callum Scotson \| UniSA-Australia \| + 0" \| \| \| 9è \| Jasha Sütterlin \| Movistar Team \| + 0" \| \| \| 10è \| Enrico Battaglin \| LottoNL-Jumbo \| + 0" \| \| |                     |                 |            |
| |                     |                 |            |
| Fonts: ProCyclingStats Cycling Quotient Cycling Archives |                     |                 |            |
| Classificació de l'etapa |                     |                 |            |
| Corredor | Corredor            | Equip           | Temps      |
| 1r | Caleb Ewan          | Orica-Scott     | 3h 45' 19" |
| 2n | Peter Sagan         | Bora-Hansgrohe  | + 0"       |
| 3r | Danny van Poppel    | Team Sky        | + 0"       |
| 4t | Ben Swift           | UAE Abu Dhabi   | + 0"       |
| 5è | Nathan Haas         | Dimension Data  | + 0"       |
| 6è | Baptiste Planckaert | Katusha-Alpecin | + 0"       |
| 7è | Jay McCarthy        | Bora-Hansgrohe  | + 0"       |
| 8è | Callum Scotson      | UniSA-Australia | + 0"       |
| 9è | Jasha Sütterlin     | Movistar Team   | + 0"       |
| 10è | Enrico Battaglin    | LottoNL-Jumbo   | + 0"       |

| \| Classificació general \| Classificació general \| Classificació general \| Classificació general \| Classificació general \| \| Corredor \| Corredor \| Equip \| Temps \| \| \| --------------------- \| ----------------------- \| --------------------- \| --------------------- \| --------------------- \| \| 1r \| Richie Porte \| BMC Racing Team \| 14h 20' 18" \| \| \| 2n \| Gorka Izagirre Insausti \| Movistar Team \| + 20" \| \| \| 3r \| Esteban Chaves Rubio \| Orica-Scott \| + 22" \| \| \| 4t \| Jay McCarthy \| Bora-Hansgrohe \| + 24" \| \| \| 5è \| Nathan Haas \| Dimension Data \| + 27" \| \| \| 6è \| Rohan Dennis \| BMC Racing Team \| + 29" \| \| \| 7è \| Luis León Sánchez Gil \| Astana \| + 29" \| \| \| 8è \| Diego Ulissi \| UAE Abu Dhabi \| + 29" \| \| \| 9è \| Rafael Valls Ferri \| Lotto-Soudal \| + 29" \| \| \| 10è \| Ruben Guerreiro \| Trek-Segafredo \| + 29" \| \| |                         |                 |             |
| |                         |                 |             |
| Fonts: ProCyclingStats Cycling Quotient Cycling Archives |                         |                 |             |
| Classificació general |                         |                 |             |
| Corredor | Corredor                | Equip           | Temps       |
| 1r | Richie Porte            | BMC Racing Team | 14h 20' 18" |
| 2n | Gorka Izagirre Insausti | Movistar Team   | + 20"       |
| 3r | Esteban Chaves Rubio    | Orica-Scott     | + 22"       |
| 4t | Jay McCarthy            | Bora-Hansgrohe  | + 24"       |
| 5è | Nathan Haas             | Dimension Data  | + 27"       |
| 6è | Rohan Dennis            | BMC Racing Team | + 29"       |
| 7è | Luis León Sánchez Gil   | Astana          | + 29"       |
| 8è | Diego Ulissi            | UAE Abu Dhabi   | + 29"       |
| 9è | Rafael Valls Ferri      | Lotto-Soudal    | + 29"       |
| 10è | Ruben Guerreiro         | Trek-Segafredo  | + 29"       |

### 5a etapa
21 de gener. McLaren Vale – Willunga Hill, 151,5 km
Etapa reina de la present edició, amb final a la ja clàssic Willunga Hill, el qual coronaran dues vegades en els darrers 20 km. Richie Porte (BMC Racing Team) s'imposà en solitari després d'atacar en l'ascensió final. D'aquesta manera consolidava el liderat a la general.
| \| Classificació de l'etapa \| Classificació de l'etapa \| Classificació de l'etapa \| Classificació de l'etapa \| Classificació de l'etapa \| \| Corredor \| Corredor \| Equip \| Temps \| \| \| ------------------------ \| ------------------------ \| ------------------------ \| ------------------------ \| ------------------------ \| \| 1r \| Richie Porte \| BMC Racing Team \| 3h 40' 13" \| \| \| 2n \| Nathan Haas \| Dimension Data \| + 20" \| \| \| 3r \| Esteban Chaves Rubio \| Orica-Scott \| + 20" \| \| \| 4t \| Diego Ulissi \| UAE Abu Dhabi \| + 20" \| \| \| 5è \| Jay McCarthy \| Bora-Hansgrohe \| + 20" \| \| \| 6è \| Nathan Earle \| UniSA-Australia \| + 23" \| \| \| 7è \| Rafael Valls Ferri \| Lotto-Soudal \| + 23" \| \| \| 8è \| Sergio Henao Montoya \| Team Sky \| + 23" \| \| \| 9è \| Robert Gesink \| LottoNL-Jumbo \| + 23" \| \| \| 10è \| Tom-Jelte Slagter \| Cannondale-Drapac \| + 23" \| \| |                      |                   |            |
| |                      |                   |            |
| Fonts: ProCyclingStats Cycling Quotient Cycling Archives |                      |                   |            |
| Classificació de l'etapa |                      |                   |            |
| Corredor | Corredor             | Equip             | Temps      |
| 1r | Richie Porte         | BMC Racing Team   | 3h 40' 13" |
| 2n | Nathan Haas          | Dimension Data    | + 20"      |
| 3r | Esteban Chaves Rubio | Orica-Scott       | + 20"      |
| 4t | Diego Ulissi         | UAE Abu Dhabi     | + 20"      |
| 5è | Jay McCarthy         | Bora-Hansgrohe    | + 20"      |
| 6è | Nathan Earle         | UniSA-Australia   | + 23"      |
| 7è | Rafael Valls Ferri   | Lotto-Soudal      | + 23"      |
| 8è | Sergio Henao Montoya | Team Sky          | + 23"      |
| 9è | Robert Gesink        | LottoNL-Jumbo     | + 23"      |
| 10è | Tom-Jelte Slagter    | Cannondale-Drapac | + 23"      |

| \| Classificació general \| Classificació general \| Classificació general \| Classificació general \| Classificació general \| \| Corredor \| Corredor \| Equip \| Temps \| \| \| --------------------- \| --------------------- \| --------------------- \| --------------------- \| --------------------- \| \| 1r \| Richie Porte \| BMC Racing Team \| 18h 00' 21" \| \| \| 2n \| Esteban Chaves Rubio \| Orica-Scott \| + 48" \| \| \| 3r \| Nathan Haas \| Dimension Data \| + 51" \| \| \| 4t \| Jay McCarthy \| Bora-Hansgrohe \| + 54" \| \| \| 5è \| Diego Ulissi \| UAE Abu Dhabi \| + 59" \| \| \| 6è \| Rohan Dennis \| BMC Racing Team \| + 1' 02" \| \| \| 7è \| Rafael Valls Ferri \| Lotto-Soudal \| + 1' 02" \| \| \| 8è \| Robert Gesink \| LottoNL-Jumbo \| + 1' 02" \| \| \| 9è \| Wilco Kelderman \| Team Sunweb \| + 1' 02" \| \| \| 10è \| Nathan Earle \| UniSA-Australia \| + 1' 06" \| \| |                      |                 |             |
| |                      |                 |             |
| Fonts: ProCyclingStats Cycling Quotient Cycling Archives |                      |                 |             |
| Classificació general |                      |                 |             |
| Corredor | Corredor             | Equip           | Temps       |
| 1r | Richie Porte         | BMC Racing Team | 18h 00' 21" |
| 2n | Esteban Chaves Rubio | Orica-Scott     | + 48"       |
| 3r | Nathan Haas          | Dimension Data  | + 51"       |
| 4t | Jay McCarthy         | Bora-Hansgrohe  | + 54"       |
| 5è | Diego Ulissi         | UAE Abu Dhabi   | + 59"       |
| 6è | Rohan Dennis         | BMC Racing Team | + 1' 02"    |
| 7è | Rafael Valls Ferri   | Lotto-Soudal    | + 1' 02"    |
| 8è | Robert Gesink        | LottoNL-Jumbo   | + 1' 02"    |
| 9è | Wilco Kelderman      | Team Sunweb     | + 1' 02"    |
| 10è | Nathan Earle         | UniSA-Australia | + 1' 06"    |

### 6a etapa
22 de gener. Adelaida – Adelaida, 90 km
Etapa final pels carrers d'Adelaida, amb un circuit al qual donen voltes fins a completar els 90 quilòmetres d'etapa. El vencedor de l'etapa fou l'australià Caleb Ewan (Orica-Scott), vencedor de etapes. Richie Porte (BMC Racing Team) certificà la seva victòria final.
| \| Classificació de l'etapa \| Classificació de l'etapa \| Classificació de l'etapa \| Classificació de l'etapa \| Classificació de l'etapa \| \| Corredor \| Corredor \| Equip \| Temps \| \| \| ------------------------ \| ------------------------ \| ------------------------ \| ------------------------ \| ------------------------ \| \| 1r \| Caleb Ewan \| Orica-Scott \| 1h 55' 28" \| \| \| 2n \| Peter Sagan \| Bora-Hansgrohe \| + 0" \| \| \| 3r \| Marko Kump \| UAE Abu Dhabi \| + 0" \| \| \| 4t \| Danny van Poppel \| Team Sky \| + 0" \| \| \| 5è \| Sean De Bie \| Lotto-Soudal \| + 0" \| \| \| 6è \| Lorrenzo Manzin \| FDJ \| + 0" \| \| \| 7è \| Koen de Kort \| Trek-Segafredo \| + 0" \| \| \| 8è \| Jasha Sütterlin \| Movistar Team \| + 0" \| \| \| 9è \| Nathan Haas \| Dimension Data \| + 0" \| \| \| 10è \| Jay McCarthy \| Bora-Hansgrohe \| + 0" \| \| |                  |                |            |
| |                  |                |            |
| Fonts: ProCyclingStats Cycling Quotient Cycling Archives |                  |                |            |
| Classificació de l'etapa |                  |                |            |
| Corredor | Corredor         | Equip          | Temps      |
| 1r | Caleb Ewan       | Orica-Scott    | 1h 55' 28" |
| 2n | Peter Sagan      | Bora-Hansgrohe | + 0"       |
| 3r | Marko Kump       | UAE Abu Dhabi  | + 0"       |
| 4t | Danny van Poppel | Team Sky       | + 0"       |
| 5è | Sean De Bie      | Lotto-Soudal   | + 0"       |
| 6è | Lorrenzo Manzin  | FDJ            | + 0"       |
| 7è | Koen de Kort     | Trek-Segafredo | + 0"       |
| 8è | Jasha Sütterlin  | Movistar Team  | + 0"       |
| 9è | Nathan Haas      | Dimension Data | + 0"       |
| 10è | Jay McCarthy     | Bora-Hansgrohe | + 0"       |

## Classificacions finals

### Classificació general
| \| Classificació general \| Classificació general \| Classificació general \| Classificació general \| Classificació general \| \| Corredor \| Corredor \| Equip \| Temps \| \| \| --------------------- \| -------------------------- \| --------------------- \| --------------------- \| --------------------- \| \| 1r \| Richie Porte \| BMC Racing Team \| 19h 55' 49" \| \| \| 2n \| Esteban Chaves Rubio \| Orica-Scott \| + 48" \| \| \| 3r \| Jay McCarthy \| Bora-Hansgrohe \| + 51" \| \| \| 4t \| Nathan Haas \| Dimension Data \| + 51" \| \| \| 5è \| Diego Ulissi \| UAE Abu Dhabi \| + 59" \| \| \| 6è \| Rohan Dennis \| BMC Racing Team \| + 1' 02" \| \| \| 7è \| Rafael Valls Ferri \| Lotto-Soudal \| + 1' 02" \| \| \| 8è \| Robert Gesink \| LottoNL-Jumbo \| + 1' 02" \| \| \| 9è \| Wilco Kelderman \| Team Sunweb \| + 1' 02" \| \| \| 10è \| Jhonatan Restrepo Valencia \| Katusha-Alpecin \| + 1' 04" \| \| |                            |                 |             |
| |                            |                 |             |
| Fonts: ProCyclingStats Cycling Quotient Cycling Archives |                            |                 |             |
| Classificació general |                            |                 |             |
| Corredor | Corredor                   | Equip           | Temps       |
| 1r | Richie Porte               | BMC Racing Team | 19h 55' 49" |
| 2n | Esteban Chaves Rubio       | Orica-Scott     | + 48"       |
| 3r | Jay McCarthy               | Bora-Hansgrohe  | + 51"       |
| 4t | Nathan Haas                | Dimension Data  | + 51"       |
| 5è | Diego Ulissi               | UAE Abu Dhabi   | + 59"       |
| 6è | Rohan Dennis               | BMC Racing Team | + 1' 02"    |
| 7è | Rafael Valls Ferri         | Lotto-Soudal    | + 1' 02"    |
| 8è | Robert Gesink              | LottoNL-Jumbo   | + 1' 02"    |
| 9è | Wilco Kelderman            | Team Sunweb     | + 1' 02"    |
| 10è | Jhonatan Restrepo Valencia | Katusha-Alpecin | + 1' 04"    |

### Classificacions secundàries
|   | Ciclista               | Equip          | Punts |
| - | ---------------------- | -------------- | ----- |
| 1 | Caleb Ewan (AUS)       | Orica-Scott    | 63    |
| 2 | Danny van Poppel (NED) | Team Sky       | 51    |
| 3 | Nathan Haas (AUS)      | Dimension Data | 46    |

|   | Ciclista              | Equip           | Punts |
| - | --------------------- | --------------- | ----- |
| 1 | Thomas de Gendt (BEL) | Lotto Soudal    | 35    |
| 2 | Richie Porte (AUS)    | BMC Racing Team | 32    |
| 3 | Esteban Chaves (COL)  | Orica-Scott     | 22    |

|   | Ciclista                | Equip           | Temps      |
| - | ----------------------- | --------------- | ---------- |
| 1 | Jhonatan Restrepo (COL) | Katusha Alpecin | 19h 56 53" |
| 2 | Michael Storer (AUS)    | UniSA-Australia | + 14"      |
| 3 | Ruben Guerreiro (POR)   | Trek-Segafredo  | + 21"      |

|   | Equip           | Temps       |
| - | --------------- | ----------- |
| 1 | UniSA-Australia | 59h 51' 47" |
| 2 | Movistar Team   | + 1' 19"    |
| 3 | Trek-Segafredo  | + 1' 20"    |

## Evolució de les classificacions
| Etapa | Vencedor     | Classificació general | Classificació de la muntanya | Classificació dels esprints | Classificació dels joves | Combatiu del dia           | Classificació per equips |
| ----- | ------------ | --------------------- | ---------------------------- | --------------------------- | ------------------------ | -------------------------- | ------------------------ |
| 1     | Caleb Ewan   | Caleb Ewan            | Laurens De Vreese            | Caleb Ewan                  | Caleb Ewan               | Laurens De Vreese          | Bora-Hansgrohe           |
| 2     | Richie Porte | Richie Porte          | Richie Porte                 | Richie Porte                | Ruben Guerreiro          | Jasha Sütterlin            | UniSA-Australia          |
| 3     | Caleb Ewan   | Richie Porte          | Richie Porte                 | Caleb Ewan                  | Ruben Guerreiro          | Vegard Stake Laengen       | UniSA-Australia          |
| 4     | Caleb Ewan   | Richie Porte          | Richie Porte                 | Caleb Ewan                  | Ruben Guerreiro          | Jack Bauer & Cameron Meyer | UniSA-Australia          |
| 5     | Richie Porte | Richie Porte          | Richie Porte                 | Caleb Ewan                  | Jhonatan Restrepo        | Jack Bauer                 | UniSA-Australia          |
| 6     | Caleb Ewan   | Richie Porte          | Thomas De Gendt              | Caleb Ewan                  | Jhonatan Restrepo        | Jack Bauer                 | UniSA-Australia          |
| Final | Final        | Richie Porte          | Thomas De Gendt              | Caleb Ewan                  | Jhonatan Restrepo        | No hi ha premi final       | UniSA-Australia          |